# مکان رفتن
مکان رفتن (به انگلیسی: Going Places) (به فرانسوی: Les Valseuses به معنی بیضه‌ها) فیلمی شهوانی کمدی-درام به نویسندگی و کارگردانی برتران بلیه که در سال ۱۹۷۴ منتشر شد. عنوان اصلی آن به فرانسوی: Les Valseuses اصطلاحی عامیانه به معنی «بیضه». مکان رفتن یا بیضه‌ها به عنوان یک فیلم جنجالی در تاریخ سینمای فرانسه شناخته شده است. به دلیل برهنگی و اعمال جنسی؛ فیلم در زمرهٔ فیلم‌های کالت برای منتقدان مدرن است. فیلم، زندگی دو جوان ولگرد در فرانسهٔ دهه ۱۹۷۰ را به نمایش می‌گذارد.

## بازیگران
- ژرار دوپاردیو در نقش Jean-Claude
- پاتریک دوور در نقش دلقک
- میو-میو در نقش ماری-Ange
- ژن مورو در نقش جین Pirolle
- بریژیت فوسی در نقش زن در قطار
- مسیحی Alers در نقش ژاکلین پدر هانری
- میشل Peyrelon در نقش پزشک
- Gérard Boucaron در نقش کارنو
- ژاک Chailleux در نقش ژاک Pirolle
- اوا دامین در نقش دکتر و همسر
- دومینیک Davray در نقش اورسولا
- ایزابل هوپر در نقش ژاکلین
- مارکو پرین در نقش سوپر مارکت بازرس
- ژاک Rispal در نقش Maton
- کلود Vergues در نقش Merian
- تیری لرمیت در نقش دربان
- ژرار ژونیو در نقش تعطیلات تابستانی با خانواده
- سیلوی ژولی.[۶][۷]".[۸][۹]

## فیلمنامه
کارگردان فیلم یعنی برتران بلیه در مصاحبه‌ای فاش کرد که برای مجوز پخش این فیلم در ایالات متحده، مجبور شد فیلمنامهٔ اصلی را تغییر دهد؛ بازنویسی اولیهٔ فیلمنامه درواقع تصادف اتومبیل در بخش پایانی فیلم بود که باعث مرگ سه شخصیت اصلی یعنی ژرار دوپاردیو، میو-میو و پاتریک دوور شد.

## گاف‌های فیلم
در یکی از صحنه‌های فیلم در اواخر شب، هنگام دستبرد به فروشگاه "LA BOITE A TIFS"، فروشگاه لوازم آرایشی، به ماری آنج تیراندازی می‌شود و بعد او را به صندلی می‌بندند (دقایق ۵۳:۱۸ تا ۵۳:۲۶ از فیلم) که جای ضرب گلوله و خونریزی در ساق سمت راست او دیده می‌شود. اما وقتی آن دو نفر بعداً در فیلم به ماری آنج (دقایق ۷۸:۲۸ به ۷۸:۳۶) می‌پیوندند، آسیب زخم ناشی از اصابت گلوله در پای او دیده نمی‌شود؛ این نکته را هم باید در نظر داشت که چنین زخم‌هایی همیشه بعد از بهبودی کامل نیز اثری دائمی از خود بر جای می‌گذارند.